# Картушин (село)
Картушин (на руски: Картушин) е село в Стародубски общински окръг на Брянска област в Русия.
Идентификационният код на селото според Общоруския класификатор на обектите на административно-территориално деление (ОКАТО) е: 15250000060.

## География
Селото се намира в южната част на Брянска област на разстояние около 10 km на юг по права линия от административния център на общината – град Стародуб.

## История
Упоменава се за първи път през първата половина на XVII век като владение на шляхтича Меленевски в Полско-литовската държава. По-късно Картушин е село на заемащия длъжността кмет (на руски: магистрат) на град Стародуб.
След това, през 1649 г. от Полско-литовската държава се отцепват православните казаци, основавайки тяхната собствена (квази)държава – Казашкото хетманство, в което се озовава село Картушин за напред. През 1663 г. селото влязло в състава на Първа полкова сотня на Стародубския полк (административно-териториална, военна и съдебна единица на хетманството).
Тъй като Казашкото хетманство през 1654 г. става васално на Московското царство, то владетелите на селото се определят от хетмана и потвърждават от руския монарх. След това през 1781 г. Казашкото хетманство е изцяло анексирано и внедрено в Руската империя под името Малоруска губерния, така че владетелите на селото се определят с указ от руския монарх.
През 1670-те години хетман Иван Самойлович предоставя селото на полковия писар Василий Романович, който го управлявал няколко години.
След падането на И. Самоилович обаче през 1687 г. новият хетман Иван Мазепа връща селото като владение на заемащия длъжността кмет на град Стародуб. Временно селото е било държано и от Стародубския полковник Тимофей Алексеевич.
На 10 август 1704 г. хетман Иван Мазепа дава селото като лично феодално владение на полковника на Стародубския полк – благородника Михаил Андреевич Миклашевски (ок. 1640 г. – 19 март 1706 г.) – издавайки специален хетмански универсал (указ). Той го управлява до смъртта си през 1706 г., когато е убит край полския град Несвиж в битка срещу шведите по време на Великата северна война.
След това селото става „рангово село“ – т. е. не е феодална собственост на определен благороднически род, а се управлява от ранг-имащия (заемащ длъжността) полковник на Стародубския полк.
През 1770 г. Екатерина II предоставя селото на благородника Пьотр Василиевич Завадовски, държавен чиновник, който служи в Малоруската колегия. Самият П. В. Завадовски имал стародубски корени и бил правнук на стародубския полкови съдия Яков Завадовски. В началото на XIX в. П. В. Завадовски прехвърля имота си в Картушин, който възлизал на над 120 двора, на племенника си Иван – син на последния стародубски полковник Яков Завадовски. На свой ред Иван Яковлевич Заводски завещава собствените си крепостни селяни на племенника си Пьотр Василиевич Завадовски, от когото наследството на Картушин преминава към сина му Александър Петрович Завадовски. Така от втората половина на XVIII век до премахването на крепостното право дворянския род Завадовски (на руски език) са единствените собственици на селото и селяните.
През 1782 г. в селото е издигната дървена църква „Рождество Богородично“ (затворена през 1933 г.; не е запазена днес).
През 1859 г. селото е причислено към Стародубски уезд на Черниговска губерния.
През 1890-те години в селото е работело общинско училище.
В средата на XX век по времето на Руската съветска федеративна социалистическа република тук са съществували колхозите „Червен морски фар“ (на руски: „Красный маяк“), „Аврора“ (на руски: „Аврора“), „Север“ (на руски: „Север“).

## Население
Население: 934 души (1859 г.), 883 (1892 г.), 336 души през 2002 г. (руснаци 99%), а през 2010 г. – 308 души.

## Администрация
До 31.12.2018 г. село Картушин е било част от Занковското селско поселение (вид община от множество малки населени места) с административен център посьолок Краснъй (на руски: Красный).
От 01.01.2019 до 01.08.2020 г. село Картушин е било част от Понуровското селско поселение (вид община от множество малки населени места) с административен център село Понуровка.
Със закон на Брянската областна дума от 29.05.2020 г., влязъл в сила на 01.08.2020 г., село Картушин е включено в състава на ново основания Стародубски общински окръг с административен център град Стародуб.
Селото се дели на няколко „края“ (махали): „Казащина“, „Ковалевщина“, „Отрадное“, „Куньковщина“, „Обуховка“, „Таврика“, „Костыренка“, „Красный Дуб“ и „Громовщина“.

## Култура
В селото има Дом на културата, средно общеобразователно училище, библиотека и детска градина.